# جنين بكي
جانين بيكاي (بالإنجليزية: Janine Beckie) (20 أغسطس 1994 بليتلتون في الولايات المتحدة -) هي لاعبة كرة قدم كندية وأمريكية في مركز الهجوم، شاركت في الألعاب الأولمبية الصيفية 2016. وشاركت مع منتخب كندا لكرة القدم للسيدات ومنتخب الولايات المتحدة تحت 20 سنة للسيدات لكرة القدم ومنتخب كندا تحت 20 سنة للسيدات لكرة القدم. أما مع النوادي، فقد لعبت مع هيوستن داش.

## وصلات خارجية
جنين بكي على موقع الاتحاد الدولي (مؤرشف)  (الإنجليزية)
- جنين بكي على موقع قاعدة بيانات كرة القدم.إي يو (الإنجليزية)
- جنين بكي على موقع Soccerway.com (الإنجليزية)
- جنين بكي على موقع اللجنة الأولمبية الدولية (الإنجليزية)
- جنين بكي على موقع أوليمبيديا (الإنجليزية)
- جنين بكي على موقع اللجنة الأولمبية الكندية (الإنجليزية)